# Porsche Panamera
La Porsche Panamera è un'autovettura coupé a 4 porte di lusso, commercializzata dalla fine di maggio 2009. Per la casa automobilistica tedesca si tratta di un modello precedentemente inedito, tramite il quale ha potuto espandere la propria gamma di autoveicoli, essendo la prima berlina quattro porte di serie. Nel 2016 ne è stata presentata la seconda generazione e nel 2017 ne è stata presentata una variante shooting-brake chiamata Panamera Sport Turismo.

## Contesto e sviluppo

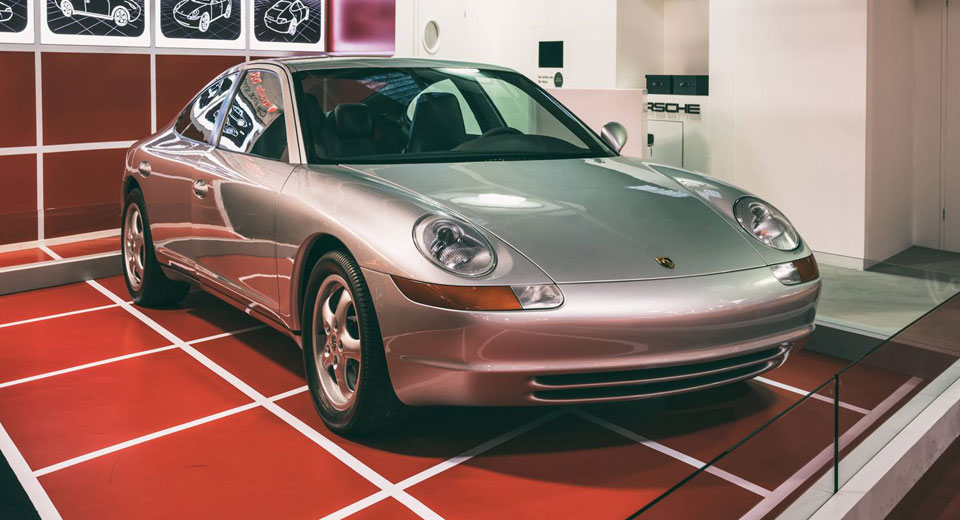
La Porsche 989

Il nome "Panamera" è derivato, come quello delle versioni Carrera della 911, dalla competizione agonistica Carrera Panamericana. La Panamera è generalmente considerata come l'erede della Porsche 989, concept car della fine degli anni 1980 che rappresenta la prima quattro porte in assoluto della casa tedesca.
Come la Porsche Cayenne, primo SUV del marchio, la Panamera ha sconvolto molti puristi del marchio Porsche, in quanto è stato visto come un tentativo di allargare la gamma Porsche al di là di quella delle sportive ad alte prestazioni. La Panamera andò in contrasto con l'offerta della casa, in particolare con le sue automobili leggere a due porte con motore posteriore o centrale.

## Prima generazione (2009-2016)

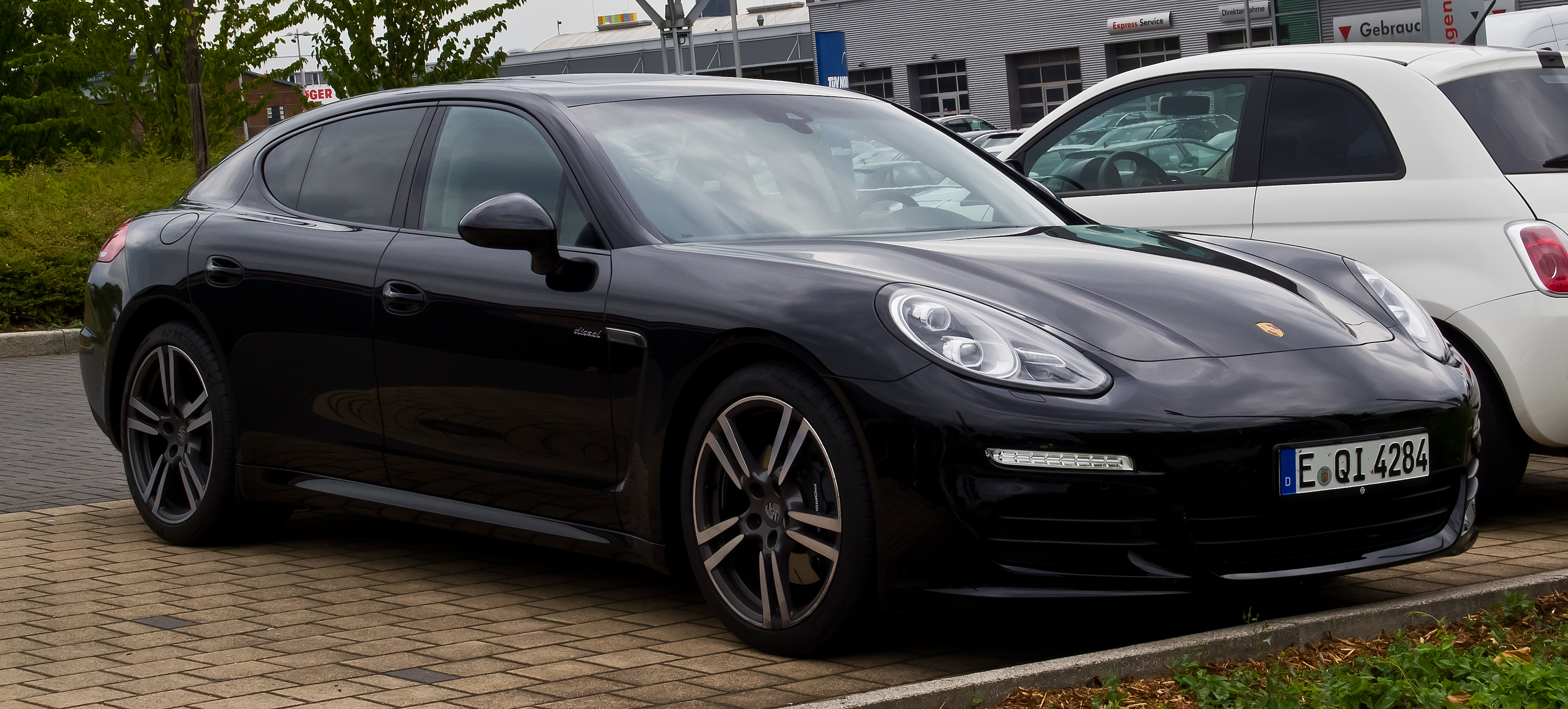
Porsche Panamera restyling 2013

La presentazione della prima generazione (nome in codice 970), avvenuta nel mese di aprile 2009 in Cina, ha svelato solo una parte della gamma del modello (3 versioni), poi ampliata a 9 (tra cui una diesel e una ibrida). Inoltre esiste la versione a passo allungato di 15 cm, chiamata Executive.
Nell'aprile 2013 viene presentato un restyling che oltre a modifiche di gruppi ottici e paraurti introduce alcune novità a livello motoristico.
Il 4.8 V8 da 400 CV è stato sostituito dal più potente e prestante 3.0 V6 biturbo da 420 CV per la versione S.

### Corpo vettura
La Panamera è una coupé a 4 porte lunga circa 5 metri, con velocità di punta comprese tra i 259 km/h della versione Diesel e i 310 km/h della versione Turbo S. I quattro posti sono costituiti da poltrone singole; lo stile esterno richiama volutamente, specie nella parte anteriore, quello della Porsche 911, in modo da rendere la Panamera immediatamente riconoscibile come Porsche.
La produzione avviene nello stabilimento di Lipsia, lo stesso dove viene assemblata la Porsche Cayenne, a dimostrazione della presenza di molti punti in comune tra i due modelli (a partire dai propulsori e dalla trasmissione integrale sui modelli 4S e Turbo).
I mercati a cui il modello è destinato sono, oltre a Europa e USA, soprattutto i mercati emergenti (Russia, Cina, Medio Oriente): per questo la presentazione è avvenuta al salone cinese di Shanghai.
Nell'aprile 2013 è stata annunciata la versione restyling della Panamera, che ha poi fatto il debutto al Salone dell'Auto di Shanghai. La versione ibrida plug-in, chiamata Panamera S E-Hybrid, è stata introdotta sul mercato statunitense nel novembre 2013.

### Motorizzazioni
| Versione            | Disponibilità | Motore  | Cilindrata (cm³) | Potenza                         | Coppia max (Nm) | Emissioni CO2 (g/km) | 0–100 km/h (secondi) | Velocità max (km/h) | Consumo medio (l/100 km) |
| Panamera            | dal 2010      | Benzina | 3605             | 228 kW (310 CV)                 | 400             | 196                  | 6"3                  | 259                 | 8,4                      |
| Panamera 4          | dal 2010      | Benzina | 3605             | 220 kW (300 CV)                 | 400             | 203                  | 6"1                  | 257                 | 8,7                      |
| Panamera S          | dal 2009      | Benzina | 2997             | 272 kW (400 CV)                 | 520             | 204                  | 5"1                  | 286                 | 8,7                      |
| Panamera 4S         | dal 2009      | Benzina | 2997             | 294 kW (400 CV)                 | 500             | 208                  | 4"8                  | 287                 | 8,9                      |
| Panamera GTS        | dal 2011      | Benzina | 4806             | 316 kW (440 CV)                 | 520             | 249                  | 4"4                  | 288                 | 10,7                     |
| Panamera Turbo      | dal 2009      | Benzina | 4806             | 368 kW (500 CV)                 | 700             | 239                  | 4"1                  | 305                 | 10,2                     |
| Panamera Turbo S    | dal 2011      | Benzina | 4806             | 405 kW (550 CV)                 | 800             | 239                  | 3"8                  | 310                 | 10,2                     |
| Panamera Diesel     | dal 2011      | Diesel  | 2967             | 224 kW (300 CV)                 | 650             | 166                  | 6"0                  | 259                 | 6,3                      |
| Panamera S E-Hybrid | dal 2011      | Ibrida  | 2995             | 245 kW (333 CV) + 70 kW (95 CV) | 440             | 71                   | 5"5                  | 270                 | 3,1                      |

## Seconda generazione (2016-2024)

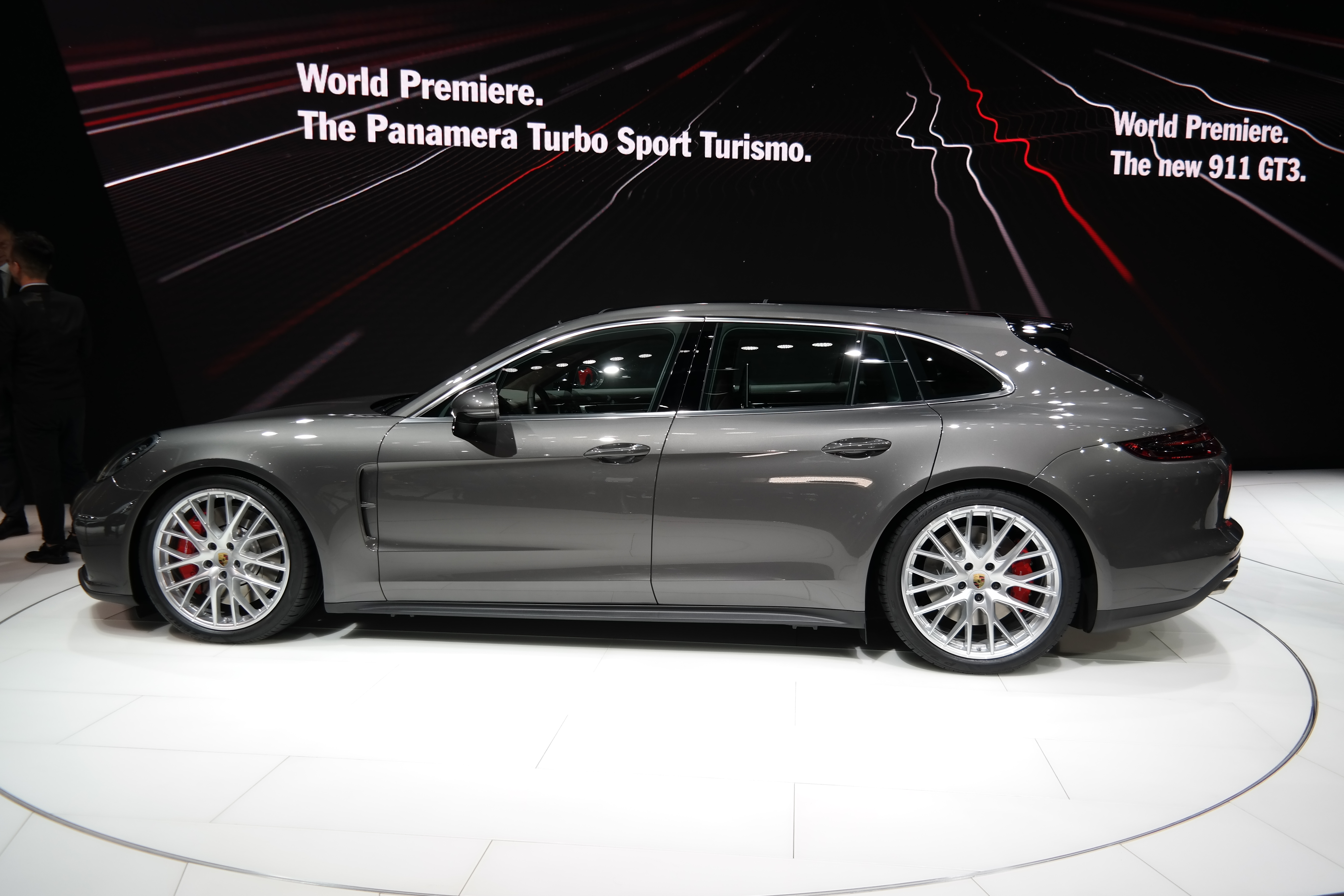
Porsche Panamera Sport Turismo presentata a Ginevra nel 2017

La seconda generazione della Panamera è stata svelata il 28 giugno 2016 a un evento tenutosi a Berlino. Il nome in codice è Tipo 971; la vettura, costruita sulla nuova piattaforma Porsche MSB (Modular Standard Drive) del gruppo VW, è 35 millimetri più lunga e più larga di 5 mm rispetto alla prima generazione, con 30 millimetri di passo in più. 
L'interno presenta un cruscotto ridisegnato, con una strumentazione di bordo della console centrale composta da superfici sensibili al tocco in sostituzione della precedente generazione dotata di pulsanti fisici. Il contagiri, unico strumento analogico, è montato centralmente al quadro strumenti e si rifà al quello della Porsche 356 A del 1955. La nuova vettura è dotata di due display da sette pollici al posto dei classici quadranti a lancette nel cruscotto, con un altro schermo touchscreen da 12,3 pollici che funge anche da navigatore satellitare con l'integrazione di Apple CarPlay presente nella console centrale. La nuova strumentazione viene chiamata Advanced Cockpit. Sotto il cofano motore c'è una nuova gamma di motori, con al lancio disponibili solo le versioni Panamera 4S, 4S Diesel e Turbo.
Nel mese di marzo 2017 Porsche ha presentato la Panamera Turbo S E-Hybrid, una vettura ibrida plug-in. La Turbo S E-Hybrid è dotata del motore V8 da 4,0 litri dalla Panamera Turbo, ma esso viene accoppiato con un motore elettrico. La potenza totale del sistema è di 680 CV, che la rende la seconda Porsche di serie più potente mai costruita, dopo la 918 Spyder.
In questo nuovo modello la coppia del sistema complessivo sale a 850 Nm, raggiungendo il livello di coppia della versione Diesel. Anche le prestazioni aumentano, lo 0-100 è coperto in 3,4 e lo 0-200 in 8,2 secondi.

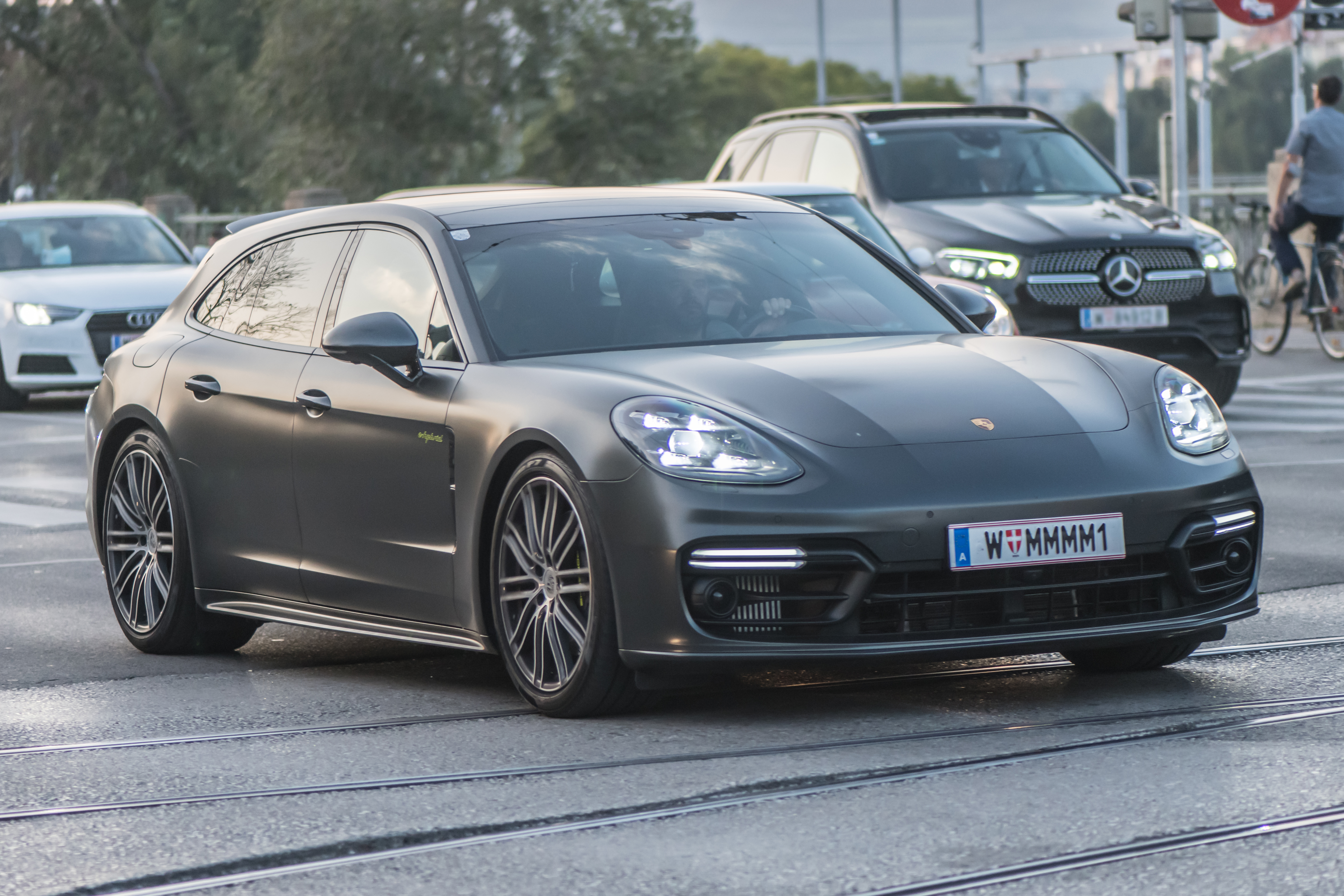
Restyling 2020

La nuova Panamera esteticamente non presenta più il portellone posteriore arrotondato che aveva diviso la critica automobilistica della precedente serie, ma ora la coda con uno stile più affusolato e squadrato, richiama quella della 991 attraverso i fari e la striscia posteriore longitudinale a LED. Questo miglioramento nel design ha contribuito a chiarire l'identità del modello come una vettura sportiva orientata al turismo.
Nel marzo 2017 al salone di Ginevra viene presentata una versione shooting brake della Panamera II serie costruita sulla stessa base, chiamata Panamera Sport Turismo.
Il restyling della Panamera di seconda generazione è stato presentato il 26 agosto 2020.

### Motorizzazioni
| Versione                  | Disponibilità | Motore  | Cilindrata (cm³) | Potenza         | Coppia max (Nm) | Emissioni CO2 (g/km) | 0–100 km/h (secondi) | Velocità max (km/h) | Consumo medio (l/100 km) |
| Panamera                  | 2016-2020     | Benzina | 2995             | 243 kW (330 CV) | 450             | 171-173              | 5"7                  | 264                 | -                        |
| Panamera 4                | 2016-2020     | Benzina | 2995             | 324 kW (440 CV) | 450             | 175-177              | 5"5                  | 262                 | -                        |
| Panamera 4 E-Hybrid       | dal 2016      | Ibrida  | 2894             | 340 kW (462 CV) | 700             | 56                   | 4"6                  | 278                 | -                        |
| Panamera 4S               | dal 2016      | Benzina | 2894             | 324 kW (440 CV) | 550             | 184-186              | 4"4                  | 289                 | -                        |
| Panamera 4S Diesel        | 2016-2018     | Diesel  | 3956             | 310 kW (422 CV) | 850             | 176-178              | 4"5                  | 285                 | -                        |
| Panamera 4S E-Hybrid      | dal 2021      | Ibrida  | 2894             | 412 kW (560 CV) | 750             | 47-51                | 3"7                  | 298                 | -                        |
| Panamera GTS              | 2019-2020     | Benzina | 3996             | 338 kW (460 CV) | 620             | 235                  | 4"1                  | 292                 | -                        |
| Panamera Turbo            | 2016-2020     | Benzina | 3996             | 404 kW (550 CV) | 770             | 212-214              | 3"8                  | 306                 | -                        |
| Panamera Turbo S          | dal 2021      | Benzina | 3996             | 463 kW (630 CV) | 820             | 245-247              | 3"2                  | 315                 | -                        |
| Panamera Turbo S E-Hybrid | 2017-2020     | Ibrida  | 3996             | 500 kW (680 CV) | 850             | 66                   | 3"4                  | 310                 | -                        |